# 2019–2020-as magyar futsalkupa
A 2019–2020-as magyar futsalkupa  a sorozat 14. kiírása volt, a címvédő pedig az MVFC Berettyóújfalu. A Final Fourt 2020. február 22-23-án tartották meg a szombathelyi Savaria Arénában, a kupát a Haladás VSE nyerte meg.

## 1. forduló
A párharcok egy mérkőzésen dőltek el, és döntetlen esetén az alacsonyabb osztályú csapat jutott tovább. Ha két azonos osztálybéli találkozott, akkor hosszabbítás, majd büntetők következtek.A játéknap 2019.november 6.
- Nyírbátor - MEAFC 4-3
- PCSLE - Tihanyi FC 1-3
- Energia SC Gyöngyös - Dunaferr DUE Dutrade FC 1-10
- Kartal SE - Kistarcsa 5-3
- ETO SZC - UTE 7-2
- REAC-SISE - FTC-Fisher Klíma 5-8
- Kincsem Lovaspark SE - Nyírgyulaj KSE 1-6
- PTE PEAC - Haladás 2-4
- ELTE-BEAC - Csenger Futsal 8-3
- 5 Stars Érdi VSE - Aramis SE 6-4
- TF SE - DEAC 3-2
- Szigetszentmiklós - Kecskemét 11-2
- Újpest FC - Futsal Veszprém 1-2
- Hidegkút - Mád 6-5
- Nagykanizsa - Rubeola FC 3-7

## 2. forduló
A párharcok egy mérkőzésen dőltek el, és döntetlen esetén az alacsonyabb osztályú csapat jutott tovább. Ha két azonos osztálybéli találkozott, akkor hosszabbítás, majd büntetők következtek.A játéknap 2019.november 27.
- FTC-Fisher Klíma - Haladás VSE 0-5
- Szigetszentmiklós SC - Hidegkúti SC 4-11
- TFSE Szertarsport.hu - MVFC Berettyóújfalu 2-5
- 5 Stars Érdi VSE - Tihanyi FC 6-3
- ELTE-BEAC - Rubeola FC Csömör 3-8
- ETO SZC - Dunaferr DUE Dutrade FC 3-8
- Kartal SE - Futsal Veszprém 0-3
- Nyírbátor SC - Nyírgyulaj KSE 0-3

## 3.forduló
A negyeddöntőben már két mérkőzésen dőlt a továbbjutás. Az odavágó január 15-én, míg a visszavágókat február 12-én rendezték.
- 5 Stars Érdi VSE (NB2) – Hidegkúti SC (NB2) 9-0 ; 3-5 [4]
- Rubeola FC – Futsal Veszprém 3-4 ; 2-4 [5]
- Haladás VSE – Dunaferr DUE Dutrade FC 4-2 ; 4-2 [6]
- MVFC Berettyóújfalu – Nyírgyulaj KSE 4-0 ; 2-4

## Final four
A futsal Final Fourt 2020.február 22-23-án tartották a szombathelyi Savaria Arénában. 
Első csapatként a másodosztályú 5 Stars Érdi VSE jutott be. A párharcok alakulását sorsolás alapján döntötték el.
|  |                             |                     |                     |                             |   |             |             |       |
|  | Elődöntők                   | Elődöntők           | Elődöntők           |                             |   | Döntő       | Döntő       | Döntő |
|  | Elődöntők                   | Elődöntők           | Elődöntők           |                             |   | Döntő       | Döntő       | Döntő |
|  | február 22. – Savaria Aréna |                     |                     |                             |   |             |             |       |
|  |                             |                     |                     |                             |   |             |             |       |
|  | Futsal Veszprém             | Futsal Veszprém     | 0                   |                             |   |             |             |       |
|  | Futsal Veszprém             | Futsal Veszprém     | 0                   | február 23. – Savaria Aréna |   |             |             |       |
|  | Haladás VSE                 | Haladás VSE         | 4                   |                             |   |             |             |       |
|  | Haladás VSE                 | Haladás VSE         | 4                   |                             |   | Haladás VSE | Haladás VSE | 4     |
|  | február 22. – Savaria Aréna |                     |                     |                             |   | Haladás VSE | Haladás VSE | 4     |
|  |                             |                     | MVFC Berettyóújfalu | MVFC Berettyóújfalu         | 2 |             |             |       |
|  | 5 Stars Érdi VSE            | 5 Stars Érdi VSE    | MVFC Berettyóújfalu | MVFC Berettyóújfalu         | 2 | 3           |             |       |
|  | 5 Stars Érdi VSE            | 5 Stars Érdi VSE    |                     |                             |   |             |             |       |
|  | MVFC Berettyóújfalu         | MVFC Berettyóújfalu | 6                   |                             |   |             |             |       |
|  | MVFC Berettyóújfalu         | MVFC Berettyóújfalu | 6                   |                             |   |             |             |       |
|  |                             |                     |                     |                             |   |             |             |       |

### Elődöntők
| 2020. február 22. 15:30 |

| Futsal Veszprém | 0-4               | Haladás VSE                            |
| --------------- | ----------------- | -------------------------------------- |
|                 | (0-2) Jegyzőkönyv | Hajmási 2' Dávid 16'Vas 23' Gárcia 36' |

| Savaria Aréna, Szombathely Játékvezető: Wittner József (magyar) |

| 2020. február 22. 18:00 |

| 5 Stars Érdi VSE                  | 3-6               | MVFC Berettyóújfalu                             |
| --------------------------------- | ----------------- | ----------------------------------------------- |
| Horváth 16' Gáspár 25'Kertész 33' | (2-1) Jegyzőkönyv | Harmati 2' Fernandez 25', 26', 39' Gál 25', 38' |

| Savaria Aréna, Szombathely Játékvezető: Kubicsek Máté (magyar) |

### Döntő
| 2020. február 23. 14:30 |

| Haladás VSE                             | 4-2               | MVFC Berettyóújfalu |
| --------------------------------------- | ----------------- | ------------------- |
| Dávid 9' Horváth 12' Cateno 27' Vas 40' | (2-2) Jegyzőkönyv | Gál 15' Yubero 19'  |

| Savaria Aréna, Szombathely Játékvezető: Farkas Balázs (magyar) |